# José Eduardo Agualusa

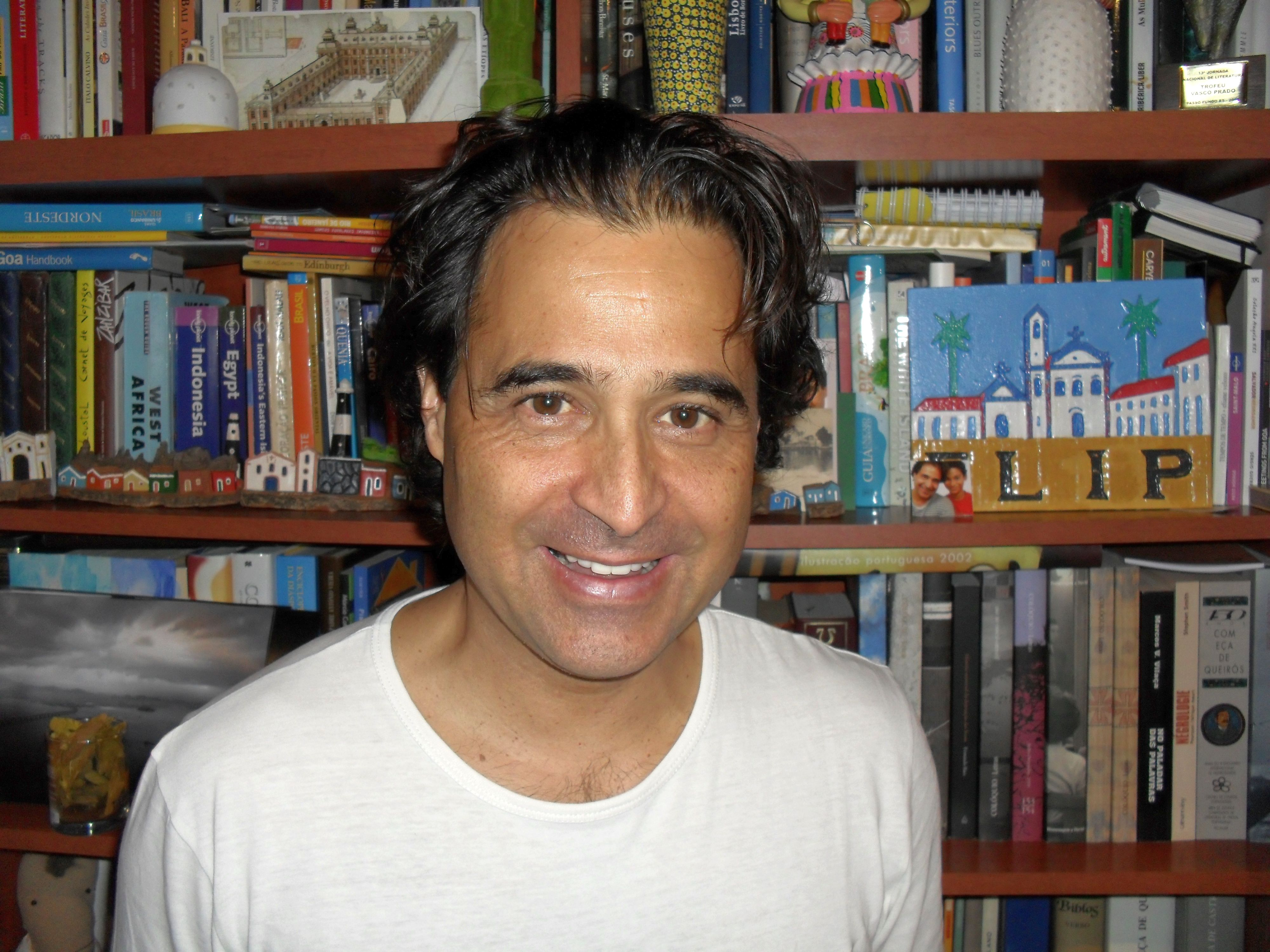
José Eduardo Agualusa

José Eduardo Agualusa (Huambo, 13 december 1960) is een Angolese schrijver. Hij schrijft in het Portugees.
Agualusa studeerde landbouwwetenschappen in Lissabon. Hij begon zijn loopbaan als journalist bij het dagblad Público. In 1989 publiceerde hij zijn eerste roman, A Conjura.
In zijn werk speelt het onderscheid tussen fictie en werkelijkheid, tussen leugen en waarheid vaak een grote rol. Hij is beïnvloed door de Poolse schrijver/journalist Ryszard Kapuściński en door het magisch realisme van de Colombiaan Gabriel García Márquez. Beiden bezochten Angola en schreven over de vrijheidsstrijd, onafhankelijkheid (1975) en de daarop volgende burgeroorlog.
Werk van Agualusa is vertaald in onder meer het Nederlands, Engels, Frans, Duits en Italiaans.

## Vertalingen in het Nederlands
- Een steen onder water (2003, Meulenhoff. Origineel: Nação crioula), vert. Harrie Lemmens..
- De handelaar in verledens (2007, Meulenhoff. Origineel: O Vendedor de Passados), vert. Harrie Lemmens.
- De vrouwen van mijn vader (2009, Meulenhoff. Origineel: As mulheres do meu pai), vert. Harrie Lemmens.
- Het labyrint van Luanda (2010, Meulenhoff. Origineel: Barroco tropical), vert. Harrie Lemmens.
- Een algemene theorie van het vergeten (2016, Uitgeverij Koppernik. Origineel Teoria Geral do Esquecimento), vert. Harrie Lemmens.
- Het genootschap van onvrijwillige dromers (2018). Uitgeverij Koppernik. (Origineel: A Sociedade dos Sonhadores Involuntários). vert. Harrie Lemmens
- Regentijd (2022). Uitgeverij Koppernik. (Origineel: Estação das Chuvas). vert. Harrie Lemmens

### Romans
- A Conjura (1989)
- Estação das Chuvas (1996), biografische roman over een (fictieve) in 1992 in Luanda verdwenen Angolese dichteres en historica.
- Nação crioula (1997), een brievenroman over de romance tussen een Portugese slavenhandelaar en een slavin die een van de rijkste personen van Angola zou worden. In het Nederlands verschenen als Een steen onder water (Meulenhoff 2004, vertaling Harrie Lemmens).
- Um estranho em Goa (2000)
- O Ano em que Zumbi Tomou o Rio (2002)
- O Vendedor de Passados (2004), in het Nederlands verschenen als De handelaar in verledens (Meulenhoff 2007, vertaling Harrie Lemmens).
- As mulheres do meu pai (2007), over een geadopteerde vrouw die op zoek gaat naar haar biologische vader en daarbij zijn vele Afrikaanse weduwes ontmoet. In het Nederlands verschenen als De vrouwen van mijn vader (Meulenhoff 2009, vertaling Harrie Lemmens).
- Barroco Tropical (2009)
- Milagrário Pessoal (2010)
- A educação sentimental dos pássaros (2012)
- Teoria Geral do Esquecimento (2012), In het Engels als A General Theory of Oblivion.
- A vida no céu (2013)
- A Rainha Ginga (2014)
- A Sociedade dos Sonhadores Involuntários (2017)

## Prijzen
Voor zijn roman Nação rioula ontving hij de Grande Prémio Literário van de Portugese omroep Rádio e Televisão de Portugal (RTP). De Engelse vertaling van zijn roman O Vendedor de Passados werd in 2007 beloond met de Independent Foreign Fiction Prize, een prijs ingesteld door het Britse dagblad The Independent.
In 2016 kwam zijn roman A General Theory of Oblivion op de shortlist van International Booker Prize en werd in 2017 bekroond met de International IMPAC Dublin Literary Award.